# خشين
خُشَّيْن (الاسم العلمي: Neotorularia)، جنس نباتات من فصيلة الكرنبية. يضم 32 نوعًا موصوفًا، 11 منها فقط مقبول.